# Katrin Kraus
Katrin Kraus (* 13. Mai 1973) ist eine deutsch-schweizerische Erziehungswissenschaftlerin mit Schwerpunkt Weiterbildung und berufliche Bildung.

## Beruflicher Werdegang
Katrin Kraus absolvierte das Studium der Diplom-Pädagogik mit Studienrichtung Weiterbildung sowie der Germanistik und Deutsch als Fremdsprache an der Universität Trier. Das Thema der 2001 veröffentlichten Diplomarbeit lautet: „Lebenslanges Lernen – Karriere einer Leitidee“. 2005 erlangte sie an der Universität Zürich die Promotion zum Thema "Vom Beruf zur Employability? Zur Theorie einer Pädagogik des Erwerbs." 
Anschliessend war sie als Oberassistentin am Lehrstuhl für Berufsbildung der Universität Zürich tätig und hatte überdies verschiedene Vertretungsprofessuren inne. 2009 übernahm Katrin Kraus die Professur für Erwachsenenbildung und Weiterbildung an der Pädagogischen Hochschule FHNW. Am 20. Juni 2012 hat die Fakultät für Geistes- und Sozialwissenschaft der Helmut-Schmidt-Universität/Universität der Bundeswehr Hamburg Katrin Kraus die Forschungs- und Lehrbefähigung für „Erziehungswissenschaft, unter besonderer Berücksichtigung der Berufsbildung und der Weiterbildung“ verliehen.
Von 2014 bis 2020 leitete sie an der Pädagogischen Hochschule FHNW das Institut Weiterbildung und Beratung und verantwortete den Leistungsbereich Weiterbildung im vierfachen Leistungsauftrag der Hochschule.
Katrin Kraus wurde auf den 1. Mai 2021 zur ordentlichen Professorin für Berufs- und Weiterbildung an der Universität Zürich ernannt.

## Schriften (Auswahl)
- Katrin Kraus: Vom Beruf zur Employability? Zur Theorie einer Pädagogik des Erwerbs. VS Verlag für Sozialwissenschaften, Wiesbaden 2006, ISBN 978-3-531-14840-3.
- Katrin Kraus: Lebenslanges Lernen – Karriere einer Leitidee. Bielefeld: W. Bertelsmann 2001.